# Chirel
La Chirel (en allemand : Kirel) est un cours d'eau coulant dans les Alpes bernoises en Suisse. C'est un affluent de la Simme. Elle coule dans le Diemtigtal.